# Corinna modesta
Corinna modesta is een spinnensoort uit de familie van de loopspinnen (Corinnidae).
De wetenschappelijke naam van de soort werd in 1909 gepubliceerd door Nathan Banks.